# Paul Codos
Paul Codos (Iviers, Aisne, 1 de mayo de 1896-30 de enero de 1960) fue un aviador francés. Voló al lado de Guillaumet.
El 7 de agosto de 1933, batió junto con Maurice Rossi el récord del mundo en vuelo en línea recta sin escalas al ir desde Nueva York hasta Rajak (Líbano), tras haber volado 55 horas y 9104 km.